# 八幡市民会館
八幡市民会館（やはたしみんかいかん）は、福岡県北九州市八幡東区にある多目的ホールや美術展示室などからなる複合文化施設。2016年3月31日に閉館しホールとしての機能を廃止、改修後に埋蔵文化財センターとして活用される予定。

## 施設概要
1958年（昭和33年）10月八幡市（現・北九州市）の市制施行40周年を記念し、文化活動の中核施設として、村野藤吾の設計により建設された。タイルに使用された鉄さびのような赤い色調は村野の感性が生かされていると評価されている。1960年（昭和35年）第1回BCS賞受賞。
2015年に国際学術組織「DOCOMOMO JAPAN」により2014年度の「DOCOMOMO JAPAN選定 日本におけるモダン・ムーブメントの建築」の10件の一つに選定された。
ホールはコンサート・舞踊・式典・講演会等の様々な目的で利用されるなど市民の文化活動等の場として利用されていた。他に美術展示室、工芸教室、染色教室を備えていた。なお会館当初、美術展示室は「八幡美術工芸館」として美術館としての機能を担っていた。また自主事業として、邦楽・邦舞の祭典「八幡市民会館まつり」を毎年3月中旬に開催していた。
2016年3月31日に閉館。閉館後に解体される予定だったが2018年に保存が決定された。

### 構造
- 構造 - 市民会館：S造・RC造、美術展示室：RC造、地上4階・地下1階
- 敷地面積 - 9,810m2
- 延床面積 - 5,519.49m2

### 館内設備
- 大ホール - 3階層、1454席[3]
- 美術展示室
- 工芸教室
- 染色教室

## 周辺施設
- 福岡ひびき信用金庫本店（旧北九州八幡信用金庫本店、村野藤吾の設計）[1]
- 北九州市立八幡図書館（村野藤吾の設計、2016年解体）[1]
- 北九州市立八幡病院
- 北九州市立響ホール
- 九州国際大学

## 存廃問題
2014年3月31日に病院の新築に伴い、耐震基準を満たさないとして、2016年3月31日に閉館。しかし市民から存続を願うためシンポジウム・署名活動・「リノベーションアイデア大募集」などが行われた。
2016年には近くにあった同じ村野藤吾の設計による北九州市立八幡図書館が解体されたがこのときから建物の存続運動が巻き起こった。北九州市は財政難により八幡市民会館も取り壊す方針にしていたが存続運動はさらに大きくなった。
地元企業などで構成するまちづくり団体「八幡市民会館リボーン委員会」（山本雄造委員長）が2016年6月、「現代美術館」としてリノベーションする提案を北九州市に行った。美術館の仮称は「北九州現代美術センター」としている。リボーン委員会には、建築家で大阪市立大教授の宮本佳明や、建築批評家で東北大学教授の五十嵐太郎、京都工芸繊維大学助教で、村野藤吾の研究で知られる笠原一人ら、建築の専門家も多く参加している。
北橋健治北九州市長が2018年8月30日の記者会見で活用方針を発表した。

## アクセス
- JR 八幡駅下車 徒歩7分